# Devil Seed
Pour le film de Greg A. Sager sorti en 2012, voir Devil Seed (film).
Albums de Wolf
Legions of Bastards
(2011)
Devil Seed est le septième album du groupe de heavy metal suédois Wolf sorti en 2014 chez Century Media,.
Le style principal de l'album est le dark metal qui change du modern heavy metal très brutal qui était très présent dans les musiques du groupe jusque-là[réf. nécessaire].

## Présentation
En mars 2013, Metal Shock Finland publie une photo du guitariste et chanteur Niklas Stålvind le montrant en train de jouer de la guitare. Celui-ci affirme qu'il est occupé à écrire pour son album à venir au Viper Studio.
Plus tard, le 8 mai 2014, le groupe tweete une photo du batteur Richard Holmgren à l'œuvre sur des « tambours fumants » et annonce qu'ils sont en train d'enregistrer des morceaux bonus.
Wolf publie une lyric video pour le titre My Demon sur le site de Metal Hammer le 6 juin 2014.
L'illustration de la pochette de l'album, révélée le 16 juin 2014, est à nouveau créée par Thomas Holm. Le groupe fait équipe avec Jens Bogren au Fascination Street Studios (à Örebro, Suède). Century Media Records annonce que l'album sortira le 25 août en Europe et le 2 septembre en Amérique du Nord,,.
Wolf annonce une tournée britannique et européenne pour promouvoir l'album, peu de temps après la sortie de Devil Seed.
Le 23 juillet, le groupe sort le clip de la chanson Shark Attack sur YouTube,.

### Style musical
Le style du groupe varie selon les pistes, mais le dark metal prend une place très importante dans cet opus. Des titres comme River Everlost et Dark Passenger comportant des refrains très « dark » qui montre que le groupe fait varier ses musiques.
Mais ce dark metal flirte parfois avec le black metal et, ce, juste pendant quelques riffs.
Le heavy metal habituel du groupe se mêlant au dark metal est une découverte : le « heavy-dark metal » !

## Liste des titres
Toutes les paroles sont écrites par Anders Modd, Niklas Stålvind, toute la musique est composée par Wolf.
| 1.    | Overture in C Shark  | 2:13 |
| 2.    | Shark Attack         | 3:24 |
| 3.    | Skeleton Woman       | 4:52 |
| 4.    | Surgeons of Lobotomy | 4:08 |
| 5.    | My Demon             | 3:58 |
| 6.    | I Am Pain            | 3:38 |
| 7.    | Back From the Grave  | 4:24 |
| 8.    | The Dark Passenger   | 5:35 |
| 9.    | Rising Everlost      | 5:20 |
| 10.   | Frozen               | 4:14 |
| 11.   | Killing Floor        | 5:21 |
| 47:08 |                      |      |

| Titres bonus - Édition spéciale limitée digipack (Century Media, 25 août 2014) | Titres bonus - Édition spéciale limitée digipack (Century Media, 25 août 2014) | Titres bonus - Édition spéciale limitée digipack (Century Media, 25 août 2014) | Titres bonus - Édition spéciale limitée digipack (Century Media, 25 août 2014) | Titres bonus - Édition spéciale limitée digipack (Century Media, 25 août 2014) | Titres bonus - Édition spéciale limitée digipack (Century Media, 25 août 2014) | Titres bonus - Édition spéciale limitée digipack (Century Media, 25 août 2014) | Titres bonus - Édition spéciale limitée digipack (Century Media, 25 août 2014) | Titres bonus - Édition spéciale limitée digipack (Century Media, 25 août 2014) | Titres bonus - Édition spéciale limitée digipack (Century Media, 25 août 2014) |
| No                                                                             | Titre                                                                          | Durée                                                                          |                                                                                |                                                                                |                                                                                |                                                                                |                                                                                |                                                                                |                                                                                |
| ------------------------------------------------------------------------------ | ------------------------------------------------------------------------------ | ------------------------------------------------------------------------------ | ------------------------------------------------------------------------------ | ------------------------------------------------------------------------------ | ------------------------------------------------------------------------------ | ------------------------------------------------------------------------------ | ------------------------------------------------------------------------------ | ------------------------------------------------------------------------------ | ------------------------------------------------------------------------------ |
| 12.                                                                            | Rocka Rolla (reprise de Judas Priest)                                          | 3:16                                                                           |                                                                                |                                                                                |                                                                                |                                                                                |                                                                                |                                                                                |                                                                                |
| 13.                                                                            | Missing in Action (reprise de Q5)                                              | 3:01                                                                           |                                                                                |                                                                                |                                                                                |                                                                                |                                                                                |                                                                                |                                                                                |
| 53:28                                                                          |                                                                                |                                                                                |                                                                                |                                                                                |                                                                                |                                                                                |                                                                                |                                                                                |                                                                                |

## Crédits
| - Niklas Stålvind : chant, guitare - Anders Modd : basse - Richard Holmgren : batterie - Simon Johansson : guitare | - Production : Jens Bogren - Mastering : Mike Wead, Tony Lindgren - Mixage : Jens Bogren, Mike Wead, Simon Johansson - Enregistrement : Mike Wead, Simon Johansson, Johan Örnborg, Niklas Stålvind, Jens Bogren - Photographie : Allen Ross Thomas, Jan Kjellin, Jim Wilkinson - Artwork : Niklas Stålvind, Thomas Holm |